# Flickan och Djävulen
Flickan och Djävulen är en svensk dramafilm från 1944 i regi av Hampe Faustman. I huvudrollerna ses Gunn Wållgren, Stig Järrel och Sven Miliander.

## Om filmen
Filmen premiärvisades den 30 oktober 1944 på biografen Grand vid Sveavägen i Stockholm. Inspelningen av filmen skedde med ateljéfilmning vid Sandrew-Ateljéerna i Stockholm med exteriörer från Bjuråker, Ljusdalstrakten och Laforsen i Hälsingland av Hilding Bladh med Ivo Cramér som koreograf. 
Som förlaga har man en sägen från 1600-talet, att varje gång en häxa bränns på bål, flyr hennes själ i dödsögonblicket ur lågorna och slår rot hos en havande kvinna bland åskådarna. När denna sedan föder sitt barn, har häxans ondska gått i arv till barnet. 
Efter att filmen premiärvisats skrev Folke Mellvig en kort roman, som gick som följetong i bland annat Helsingborgs-Posten och Skånska Aftonbladet i Malmö. Flickan och Djävulen har visats vid ett flertal tillfällen i SVT.

## Rollista i urval
- Kolbjörn Knudsen – bonden Klas
- Ingrid Borthen – hans hustru
- Hilda Borgström – jordmor
- Elsa Widborg – Marit, häxa
- Tord Stål – skrivare
- Gunn Wållgren – Karin
- Stig Järrel – gårdfarihandlare (Djävulen)
- Sven Miliander – Mattias, storbonde
- Linnéa Hillberg – Elin, Mattias hustru
- Anders Ek – Olof, Mattias och Elins son
- Toivo Pawlo – Hans, Mattias och Elins son
- Julia Cæsar – Gammel-Kersti, piga hos Mattias
- Gull Natorp – gumma som påtvingas en kjol av gårdfarihandlare
- Carl Ström – Jonas
- Gösta Gustafson – skräddare
- Rudolf Wendbladh – präst vid skördefest
- Hugo Jacobson – Garv-Johan, dräng hos Mattias
- Hanny Schedin – piga hos Mattias

## Musik i filmen
- Skördedansen, kompositör Ivo Cramér, instrumental, dans Gunn Wållgren
- Vår Gud är oss en väldig borg (Eine feste Burg ist unser Gott), kompositör och text 1529 Martin Luther, svensk text 1536 Olaus Petri, svensk text 1816 Johan Olof Wallin, instrumental.